# 顺天路
顺天路，元朝时设置的路。
元太宗十一年（1239年）升保州顺天军置，治所在清苑县（今河北省保定市）。辖境相当今河北省太行山以东，潴龙河、唐河、拒马河之间，以及定兴、高碑店、雄县、深泽、深州、束鹿等地。至元十二年（1275年）改为保定路。 